# جبل كندي
جبل‌ كندي هي قرية في مقاطعة أرومية، إيران. عدد سكان هذه القرية هو 388 في سنة 2006.